# هيلين وودرو بونز
هيلين وودرو بونز (بالإنجليزية: Helen Woodrow Bones) هي محرِّرة أمريكية، ولدت في 31 أكتوبر 1874 في روما في الولايات المتحدة، وتوفي بنفس المكان في 4 يونيو 1951.